# Liste der Monuments historiques in Épothémont
Die Liste der Monuments historiques in Épothémont führt die Monuments historiques in der französischen Gemeinde Épothémont auf.

## Liste der Objekte
| Bezeichnung               | Beschreibung                          | Standort                        | Kennzeichnung | Schutzstatus | Datum | Bild |
| ------------------------- | ------------------------------------- | ------------------------------- | ------------- | ------------ | ----- | ---- |
| Skulptur Madonna mit Kind | Holz, farbig gefasst, 14. Jahrhundert | in der Kirche St-Quentin (Lage) | PM10000744    | Classé       | 1960  |      |